# Клюн, Иван Васильевич
Иван Васильевич Клюн (настоящая фамилия — Клюнков; 20 августа [1 сентября] 1873, Большие Горки, Владимирская губерния — 13 декабря 1943, Москва) — российский художник и теоретик искусства, мастер русского авангарда первой половины XX века.

## Биография
Родился в семье плотника. Детство провел на Украине. На рубеже 1880—1890-х годов работал помощником бухгалтера на сахарном заводе в Рамони Воронежской губернии, затем переехал в Царство Польское, находившееся в составе Российской империи, а в конце десятилетия — в Москву.
В 1902 году женился на Екатерине Константиновне Слепневой. Чтобы обеспечить жену и троих детей, на протяжении почти всей творческой карьеры Клюн работал бухгалтером на различных предприятиях. В свободное время посещал музеи, изучал древнерусскую живопись, копировал картины художников-реалистов и работал на пленэре. Обучался в частных художественных школах А. П. Большакова, В. Г. Фишера, И. И. Машкова, Ф. И. Рерберга. Тогда же завязалась его многолетняя дружба с Казимиром Малевичем, оказавшим колоссальное влияние на его дальнейшее развитие в искусстве.
В результате знакомства с художественным собранием С. И. Щукина творчество Клюна конца 1900-х — начала 1910-х гг. развивалось под воздействием импрессионизма, неоимпрессионизма, модерна и символизма. В 1910 году он стал одним из учредителей общества «Московский салон» (в 1916 году он вышел из общества), в задачи которого входила в основном организация выставок. На первой выставке общества представил серию акварелей «Музыкальные сказки» под влиянием Микалоюса Чюрлёниса.
В 1913 году сблизился с петербургским авангардом в лице членов «Союза молодежи», поучаствовав в их последней выставке (1913—1914). Как и Малевич, в то время увлекался кубофутуризмом, живописным и скульптурным (последним, вероятно, под влиянием Владимира Татлина), показывая свои работы на выставках аванградистов. Чтобы избежать на работе неприятностей из-за связи с радикальными художниками, в 1914 году взял псевдоним «Клюн».
В 1915 году принял участие в создании буклета Алексея Крученых «Тайные пороки академиков» (М., 1916): ему принадлежат литография и статья «Примитивы XX-го века». Направленная против символизма и декадентства, эта книга стала последней данью Клюна футуризму. Вскоре он с энтузиазмом воспринял супрематизм Малевича и зимой 1915—1916 годов на выставке «0,10» представил первые образцы супрематической скульптуры. Некоторые из них фигурировали в каталоге как «Летящие скульптуры» и представляли собой подвесные и, вероятно, подвижные конструкции, что было смелым нововведением в скульптуре.
С этого периода начинается период беспредметного творчества. В 1916 году Клюн вошёл в возглавляемую Малевичем группу «Супремус» и принял участие в подготовке так и не изданного одноименного журнала того же названия, написав статью «Беспредметное творчество», где обосновывалась идею независимости искусства от форм природы. В 1916—1917 годах показывал свои супрематические композиции на выставках общества «Бубновый валет».
После Октябрьской революции поступил на службу во Всероссийское центральное выставочное бюро Отдела ИЗО Наркомпроса, занимался вопросами развития художественной промышленности и принимал участие в украшении Москвы к первой годовщине революции.
В 1919 году на «Десятой государственной выставке» произошёл официальный разрыв Клюна с супрематизмом. Малевич в тот момент отказался от разработанной им концепции «цветописи» и представил новые композиции из серии «Белое на белом», Александр Родченко показал картины из серии «Чёрное на чёрном», а Клюн противопоставил им цветные абстракции под названием «Искусство цвета», где исследовались взаимоотношения отдельных цветов и форм.
В 1918—1920 — преподаватель Первых государственных художественных мастерских (Строгановское училище). В 1920 году стал одним из организаторов Основного отделения живописного факультета Вхутемаса и принял участие в разработке системы пропедевтических дисциплин. В 1920—1921 годах преподавал дисциплину «Цвет на плоскости». Впоследствии на архитектурном факультете Вхутемаса под руководством К. С. Мельникова учился сын Клюна Георгий (1905—1942).
В 1920 — член Инхука (Институт художественной культуры). Когда в институте восторжествовала концепция производственного искусства, Клюн не согласился с тезисом о «смерти» картины и остался одним из немногих мастеров, продолживших свои поиски в беспредметной живописи. В этот период он развивал оригинальный художественный принцип, который назвал «свето-цветовым». Здесь нашла продолжение тенденция «распыления» цвета, которая впервые наметилась в творчестве Ольги Розановой в таких произведениях, как «Зелёная полоса» (1917—1918, Музей-заповедник «Ростов Великий»), но не получила продолжения из-за её преждевременной смерти. В отличие от супрематизма с его строгостью форм и линейных контуров, здесь цветные формы «распыляются» светом, придавая пространству многоплановость и наполняя его динамикой. Некоторые из этих композиций построены на ассоциациях с космическим пространством («Сферическая композиция», 1923, Музей Людвига, Кёльн; «Красный свет», 1923, Музей искусства модернизма — коллекция Костаки, Салоники). Абстракции Клюна по принципу «свет-цвет» продемонстрировали новые возможности беспредметной живописи и составили наиболее самостоятельную часть его творчества. В 1925 году они были показаны на первой выставке «Общества художников-станковистов» (ОСТ) в одном зале с произведениями Ивана Кудряшова, после чего подверглись резкой критике в печати.
В 1924—1925 годах вёл работу в организованном им «научно-теоретическом отделе» в Музее живописной культуры в Москве, который послужил основой для «Аналитического кабинета» под руководством Соломона Никритина.
С середины 1920-х годов увлекался пуризмом и создавал натюрморты под влиянием Амеде Озанфана и Ле Корбюзье. Увлечённый математикой и всю жизнь связанный с числовыми вычислениями, Клюн рассматривал живопись способ выявления числовых закономерностей, лежащих в основе мироздания, и в пуристических композициях уделял большое внимание гармонии пропорций. Некоторые из них построены на принципе золотого сечения («Банка с кистью», 1934, Третьяковская галерея). Возвращение Клюна к фигуративному искусству вызвало резкую критику Малевича. В 1926 году между ними завязалась полемика в стихах, в ходе которой Клюн и Кручёных убеждали Малевича присоединиться к ним и вернуться к живописи (вскоре Малевич действительно последовал их примеру).
В 1927 году Клюн подорвал здоровье и вышел на пенсию, после чего углубился в вопросы теории искусства. В 1928 году вышла статья «Кубизм как живописный метод», в 1931 — «Проблема цвета в живописи», где он обобщил свой опыт работы в беспредметной живописи и опубликовал таблицы соотношения цветов и форм. Исследуя проблемы цвета на практике, Клюн стремился соотнести свой опыт с последними достижениями в области химии, физики, психологии и психофизиологии.
Участвовал в выставках объединения «Четыре искусства» (1925—1927) и «Общества русских скульпторов» (ОРС, 1927).
Авангардистское прошлое и творческие эксперименты Клюна предопределили изоляцию, в которой он оказался в 1930-х годах. В 1931 году была принята, но затем изъята из печати его статья о плановой окраске Москвы и социалистических городов. Последней крупной прижизненной выставкой с его участием стала экспозиция «Художники РСФСР за XV лет» (1932—1933, Русский музей; 1934, Государственный исторический музей). В надежде снять с себя обвинения в «формализме», в 1934 году Клюн объявил о своем переходе к соцреализму, что, однако, не исправило его положения и не принесло ему успеха. В последние годы жизни Клюн выполнял редкие заказы в сфере книжной иллюстрации и монументально-декоративного искусства.
В 1935 году провел несколько дней у постели умирающего Малевича в Ленинграде, работая над портретными зарисовками, и принял участие в его похоронах в подмосковной Немчиновке. После начала Великой Отечественной войны отправился в эвакуацию в Уфу, где была утрачена ценная часть его архива (письма Малевича и копии ответов на них). Скончался в 1943 году в Москве, похоронен на Введенском кладбище, на участке № 25.
Открытие подлинного значения наследия Клюна произошло благодаря Г. Д. Костаки, который приобрел у дочерей художника основной массив его работ и занялся популяризацией его творчества. В 1977 году коллекционер передал часть своего собрания, в том числе несколько произведений Клюна, в дар Третьяковской галерее. Основной массив работ и личный архив Клюна в настоящее время хранится в Музее искусства модернизма в Салониках (приобретены правительством Греции в составе коллекции Костаки в 2000 году).

## Манифест супрематизма, изданный по случаю открытия выставки «0,10»
До нас скульптура была средством воспроизведения предметов. Скульптурного искусства не было, а было искусство скульптуры. Только нами вполне осознан принцип: Искусство как самоцель. Микель Анджело изваял из мрамора прекрасного Давида. Но чисто в скульптурном смысле это произведение ничтожно. В нем есть красота юноши, но совсем нет красоты скульптуры. Наша скульптура есть чистое искусство, свободное от всяких суррогатов, в ней нет содержания, а есть только форма.— Петроград, 1915

## Галерея

### Избранные работы
- Портрет жены художника (1910, Музей искусства модернизма, Салоники)
- Автопортрет с пилой (Пильщик) (1914, Астраханская картинная галерея)
- Пробегающий пейзаж (до 1915, Третьяковская галерея)
- Супрематизм (1916, Третьяковская галерея)
- Беспредметное по принципу «свет-цвет» (1921, Третьяковская галерея)
- Сферический супрематизм (1-я половина 1920-х гг., частная коллекция, ранее в собрании Г. Д. Костаки)